# Grace McKenzie
Grace McKenzie (* 8. Juli 1903 in Garston, Liverpool; † August 1988 in Liverpool) war eine britische Freistil-Schwimmerin und olympische Medaillengewinnerin.

## Leben
McKenzie nahm an den Olympischen Sommerspielen 1920 und 1924 teil.
In Antwerpen 1920 war sie eine von vier Schwimmerinnen des Garston Swimming Clubs, die Teil des sechsköpfigen britischen Frauenteams waren. Mit ihren Clubkameradinnen Hilda James und Charlotte Radcliffe sowie Connie Jeans aus Nottingham bildete sie die 4-mal-100-Freistilstaffel, welche die Silbermedaille gewann. In den Einzelwettbewerben über 100 und 300 Meter Freistil schied sie jeweils im Halbfinale aus.
Vier Jahre später wiederholte sie den Gewinn der Silbermedaille mit der 4-mal-100-Meter-Staffel. In den Einzelwettbewerben war sie nicht am Start.